# Stairway to Heaven
Stairway to Heaven és una famosa i influent cançó del grup de rock britànic Led Zeppelin, el llançament de la cançó és considerat per molts un dels punts culminants de la història del rock.
Composta pel guitarrista Jimmy Page i el cantant Robert Plant fou inclosa en el quart treball d'estudi de la banda ( Led Zeppelin IV), encara que no s'ha publicat mai a senzill. L'enorme èxit de la cançó i la negativa de la banda a editar aquesta cançó en senzill ha pogut contribuir al fet que Led Zeppelin IV sigui un dels àlbums més venuts de la història.
És una de les cançons més sol·licitades a les emissores de ràdio dels EUA, 
La cançó es va començar a compondre durant les sessions de gravació de Led Zeppelin III, a Bron-Yr-Aur, Gal·les, però fou acabada a Headley Grange, Hampshire i finalment gravada als Island Studios, Londres al desembre de 1970. No està del tot clar si el títol està inspirat en una pel·lícula.
En les famoses revistes Guitar World i Rolling Stone, el solo de guitarra en La menor creat per Jimmy Page per a aquesta cançó va ser triat com el millor la història, també la marca d'instruments Gibson va col·locar aquest com el millor en la seva llista de "Els Millors 50 solos de la història".